# Купріянов Дмитро Андрійович
Дмитро Андрійович Купріянов (26 листопада 1901, Лодигіно — 3 березня 1971) — радянський військовокомандувач, Герой Радянського Союзу, в роки радянсько-німецької війни командир 66-го стрілецького корпусу 12-ї армії Південно-Західного фронту.

## Біографія
Народився 26 листопада 1901 року в селі Лодигіному (тепер Каргопольського району Архангельської області) в селянській родині. Росіянин.
У Червоній Армії з вересня 1920 року. Учасник Громадянської війни в Росії, воював червоноармійцем в 38-му запасному і 1-му Вологодському полках на Південному фронті проти армії генерала П. М. Врангеля. З листопада 1920 року — червоноармієць 403-го стрілецького полку і 137-го стрілецького полку 45-ї стрілецької дивізії.
В 1921 році закінчив дивізійну школу в 45-й стрілецької дивізії, в 1925 році — 5-ю Київську піхотну школу. З серпня 1925 року служив в 81-му стрілецькому полку 27-ї стрілецької дивізії: командир взводу, помічник командира роти. З вересня 1926 року служив на Смоленських курсах політруків: командир взводу, інструктор. З вересня 1928 року по квітень 1933 року служив в 99-му стрілецькому полку 33-ї стрілецької дивізії: командир роти, помічник начальника штабу полку. Член ВКП (б) з 1930 року.
У 1936 році закінчив Військову академію РСЧА імені М. В. Фрунзе. З листопада 1936 року — викладач тактики Київського піхотного училища. З жовтня 1937 року — помічник начальника 1-го відділення, з квітня по жовтень 1940 року — начальник 2-го відділення 1-го відділу штабу Київського Особливого військового округу. У 1941 році закінчив Академію Генштабу РСЧА імені К. Е. Ворошилова.
У липні 1941 року, незабаром після початку радянсько-німецької війни, полковник Д. А. Купріянов призначений начальником відділення в оперативному відділі, а потім начальником оперативного відділу 31-ї армії, яка формувалася в резерві Ставки Верховного Головнокомандування. З вересня 1941 року разом з армією — в діючій армії у складі Резервного і Західного фронтів. Брав участь в оборонних і наступальних операціях на Ржевському напрямку, а в жовтні 1941 року армія передана Калінінському фронту і брав участь в Калінінській оборонній та Калінінській наступальній операціях.
11 грудня 1941 року був знятий з посади і відданий під суд військового трибуналу 31-ї армії, який через кілька днів засудив його до 10 років виправно-трудових таборів за невиконання бойового наказу з відстрочкою виконання вироку до закінчення військових дій. 20 грудня його призначили з пониженням начальником штабу 250 стрілецької дивізії в 31-й армії. На цьому посту в період боїв за визволення міста Калініна полковник Д. А. Купріянов зумів правильно організувати ведення бойових дій, в результаті було захоплено 24 гармати противника, розгромлений артилерійський полк і кілька полків піхоти німців. 20 січня 1942 року той же армійський трибунал зняв судимість з Д. А. Купріянова як з такого, що викупив в бою свою провину перед Батьківщиною.
У березні 1942 року призначений командиром 5-ї стрілецької дивізії 31-ї армії Калінінського фронту, що билася на Ржевському напрямку. У жовтні 1942 року за успішні бойові дії, організованість та високу дисципліну дивізії їй присвоєно гвардійське звання, вона перейменована в 44-ту гвардійську і спрямована на Південно-Західний фронт. Сам же Д. А. Купріянов в серпні 1942 року був тяжко поранений і повернувся до ладу лише в жовтні того ж року. 27 листопада 1942 року отримав військове звання генерал-майора. У Сталінградської операції дивізія у складі 6-го гвардійського корпусу 1-ї гвардійської армії Південно-Західного фронту прориває оборону противника і успішно виконує поставлені завдання в районі Богучар і Радчинська. Під Арбузівкою військами під командуванням генерал-майора Д. А. Купріянова було оточене і знищене значне угруповання противника і взято в полон близько 7 500 солдатів і офіцерів.
Протягом зими 1942—1943 років 44-я гвардійська стрілецька дивізія вела безперервні бої, наступаючи в напрямку Ворошиловграда, Ізюма, Барвінкового, Олександрівки. Протягом весни—літа 1943 року дивізія утримувала Ізюмський плацдарм і обороняла лівий берег річки Сіверського Дінця на захід від міста Ізюма, брала участь у Ізюм-Барвінківської операції.
У липні 1943 року Д. А. Купріянов був призначений командиром 66-го стрілецького корпусу в 37-й армії Південно-Західного фронту. В ніч на 26 вересня 1943 року Дмитро Купріянов з частиною корпусу форсували Дніпро і захопив плацдарм у районі села Петро-Свистунового Вільнянського району Запорізької області. Подальшою переправою другого ешелону і частин посилення і введенням їх в бій корпус розширив плацдарм до 7 км по фронту і 4 км в глибину. Відбаваючи численні контратаки противника, з'єднання корпусу закріпилися на плацдармі і міцно утримували його.
У жовтні 1943 року частини корпусу прорвали оборону ворога у північній околиці міста Запоріжжя, штурмом оволоділи частиною міста, заводом «Запоріжсталь», греблею ДніпроГЕСу.
Указом Президії Верховної Ради СРСР від 3 червня 1944 року за форсування Дніпра та проявлені при цьому стійкість і особисту відвагу, вміле керівництво військами генерал-майору Дмитру Андрійовичу Купріянову присвоєно звання Героя Радянського Союзу з врученням ордена Леніна і медалі «Золота Зірка» (№ 3460).
У лютому 1944 року 66-й стрілецький корпус у складі 6-ї армії 2-го Українського фронту опанував островом Хортицею, Дніпрогесом, містом Нікополем. Надалі війська корпусу наступали в напрямку міст Миколаєва, Одеси, брали участь у складі 37-ї армії 3-го Українського фронту в розгромі Яссо-Кишинівської угруповання противника, форсували річку Дунай, звільняли Молдавію, Румунію і Болгарію.
Після війни продовжував командувати 66-м стрілецьким корпусом. Генерал-лейтенант з 5 липня 1946 року. З серпня 1946 року командував 82-м стрілецьким корпусом. З серпня 1948 року — помічник командувача військами Одеського військового округу. З січня 1953 року — командир 128-го стрілецького корпусу. З лютого 1954 року — головний військовий радник при казарменій народній поліції Німецької Демократичної Республіки. З лютого 1955 року — перший заступник командувача 7-ї механізованої армії. З квітня 1957 року — заступник командувача з бойової підготовки — начальник Управління бойової підготовки Південної групи військ. У січні 1961 року генерал-лейтенант Д. А. Купріянов звільнений у відставку через хворобу.

Могила Дмитра Купріянова

З 1961 року жив у Києві, активно брав участь у громадській роботі. Помер 3 березня 1971 року. Похований в Києві на Байковому кладовищі.

## Нагороди
Нагороджений двома орденами Леніна, трьома орденами Червоного Прапора, орденом Суворова 2-го ступеня, орденом Кутузова 2-го ступеня, орденом Богдана Хмельницького 2-го ступеня, медалями.